# てつ100%
てつ100%（てつひゃくぱーせんと・てつワンハンドレッドパーセンテージ）は、日本のロックバンド。

## 来歴
- 1984年、ボーカルの杉原徹を中心に活動開始。
- 1985年8月、ヤマハ主催の『EastWest'85』に出場し、杉原がベストボーカリスト賞を受賞[1]。同年9月、第30回ヤマハポピュラーソングコンテストつま恋本選会にて、「TOKYO TACO BLUES」で優秀曲賞を受賞[2]。
- 1986年、CBS・ソニーSDオーディションで優勝。同年11月にシングル「TOKYO TACO BLUES」でメジャーデビュー。
- 1987年3月、ファーストアルバム『てつ100%』をリリース。以後、メンバー交代を経て3枚のアルバムを発表。
- 1989年、解散。
- 2014年、既に販売終了していたCDの再発売がSony Music Shopのオーダーメイド・ファクトリーにてリクエスト方式で始まる。ファースト・アルバム『てつ100%』がデビュー・シングル『TOKYO TACO BLUES』を加えた+1形式で商品化。
- 2016年、杉原徹・金子利招・梶野秀樹らオリジナル・メンバーに新メンバーを加え、杉原の音楽活動、てつ100%結成30周年を記念するライブを開催。ライブ・アルバム『RE:CYCLE』をリリースした。
- 2017年、18曲入りのベスト・アルバム『TETSU100%BEST+添加物2%』をリリース。

## 解散後

### 杉原徹
- 数多の音楽ユニットで活動。ラジオパーソナリティ、CMのナレーションなども行った。

### 梶野秀樹
ベーシスト、ソングライターとして小泉今日子、モダンチョキチョキズ、松浦亜弥、中澤裕子、吉澤ひとみなどのサポートを行っている。

### 菅野よう子
CMソングの作曲に始まり、ゲームソング・アニメソング・映画のサウンドトラックを多数手掛け、広く知られるようになった。菅野はてつ100%アルバムの半分近くを作曲、ホーンセクションとストリングスの編曲を行う。ドラムスの佐野康夫、サポートメンバーの村田陽一・本田雅人など、菅野の作品にはてつ100%時代からの知り合いが参加している。そのほかのメンバーもバンド活動を通じて現役で活動中である。

## メンバー

### オリジナルメンバー
- 杉原徹（ボーカル）
- 金子利昭（ギター）
- 菅野よう子（キーボード）
- 梶野秀樹（ベース、鹿島の後任）
- 佐野康夫（ドラムス、古江の後任）

#### 元メンバー
- 鹿島達也（ベース、元SUPER BAD、1987年脱退）
- 古江俊裕（ドラムス）

### 再結成メンバー
- 杉原徹-TE'TSU-（ボーカル）
- 金子利昭（ギター）
- 梶野秀樹（ベース）
- 清水ゆかり（ピアノ）
- 下神竜哉（トランペット）
- 松田靖弘（サックス、フルート）
- 野村裕幸（トロンボーン）
- 矢藤健一郎（ドラムス）

## 作品

### シングル
| #           | 発売日        | タイトル         | B面            | 規格        | 規格品番    |
| CBS・ソニー | CBS・ソニー   | CBS・ソニー      | CBS・ソニー    | CBS・ソニー | CBS・ソニー |
| ----------- | ------------- | ---------------- | -------------- | ----------- | ----------- |
| 1st         | 1986年11月2日 | TOKYO TACO BLUES | はじめての外泊 | EP          | 07SH-1849   |

### アルバム

#### オリジナルアルバム
|             | 発売日        | タイトル        | 規格        | 規格品番    |             |
| CBS・ソニー | CBS・ソニー   | CBS・ソニー     | CBS・ソニー | CBS・ソニー | CBS・ソニー |
| ----------- | ------------- | --------------- | ----------- | ----------- | ----------- |
| 1st         | 1987年3月5日  | てつ100%        | LP          | 28AH-2153   |             |
| 1st         | 1987年3月5日  | てつ100%        | CD          | 32DH-629    |             |
| 2nd         | 1987年11月1日 | あと3cm         | LP          | 28AH-2255   |             |
| 2nd         | 1987年11月1日 | あと3cm         | CD          | 32DH-829    |             |
| 3rd         | 1988年9月1日  | Jack In the Box | CD          | 32DH-5112   |             |
| 4th         | 1989年7月21日 | 素直            | CD          | 32DH-5272   |             |

#### ライヴアルバム
|                      | 発売日               | タイトル             | 規格                 | 規格品番             |                      |
| インディーズレーベル | インディーズレーベル | インディーズレーベル | インディーズレーベル | インディーズレーベル | インディーズレーベル |
| -------------------- | -------------------- | -------------------- | -------------------- | -------------------- | -------------------- |
| 1st                  | 2016年11月5日        | RE:CYCLE             | CD                   |                      |                      |

#### ベストアルバム
|                              | 発売日                       | タイトル                     | 規格                         | 規格品番                     |                              |
| Sony Music Direct / GT music | Sony Music Direct / GT music | Sony Music Direct / GT music | Sony Music Direct / GT music | Sony Music Direct / GT music | Sony Music Direct / GT music |
| ---------------------------- | ---------------------------- | ---------------------------- | ---------------------------- | ---------------------------- | ---------------------------- |
| 1st                          | 2017年1月18日                | てつ100％Best+添加物2％      | CD                           | MHCL-30431                   |                              |